# روبرت هيوز (لاعب كرة قدم)
روبرت هيوز (بالإنجليزية: Robert Hughes)‏ (1 أكتوبر 1986 بإنجلترا في المملكة المتحدة - ) هو لاعب كرة قدم بريطاني في مركز الوسط. لعب مع سانت نيوتس تاون ونوتينغهام فورست وغرانتهام تاون ‏ وStamford A.F.C. ‏ ونادي كوربي تاون وسبالدينغ يونايتد ‏.

## وصلات خارجية
- روبرت هيوز على موقع قاعدة بيانات كرة القدم.إي يو (الإنجليزية)
- روبرت هيوز على موقع Soccerbase.com (لاعب) (الإنجليزية)